# Верхнє Побужжя (проєктований національний природний парк)
Ве́рхнє Побу́жжя — проєктований[джерело?] національний природний парк в Україні. Розташований у межах Хмельницького району Хмельницької області. 
Площа понад 108000 га. Стасус надано 2013 року. 
Розташування — у верхній частині басейну річки Південний Буг та його верхніх приток — Бужок, Вовк тощо. Створений для збереження видів рослин і тварин, характерних для східної частини Подільської височини. Під охороною — 19 видів рослин, які занесені до Червоної книги України, 37 регіональних рідкісних видів, а також 17 видів фауни, які занесенні до Європейського Червоного списку. 
Парк перспективний для розвитку історичного туризму та етнотуризму Поділля.